# Greenland Center Tower 5 (Ningbo)
La Greenland Center Tower 1 est un gratte-ciel en construction à Ningbo en Chine. Il s'élèvera à 240 mètres. Son achèvement est prévu pour 2022. 